# Historic districts

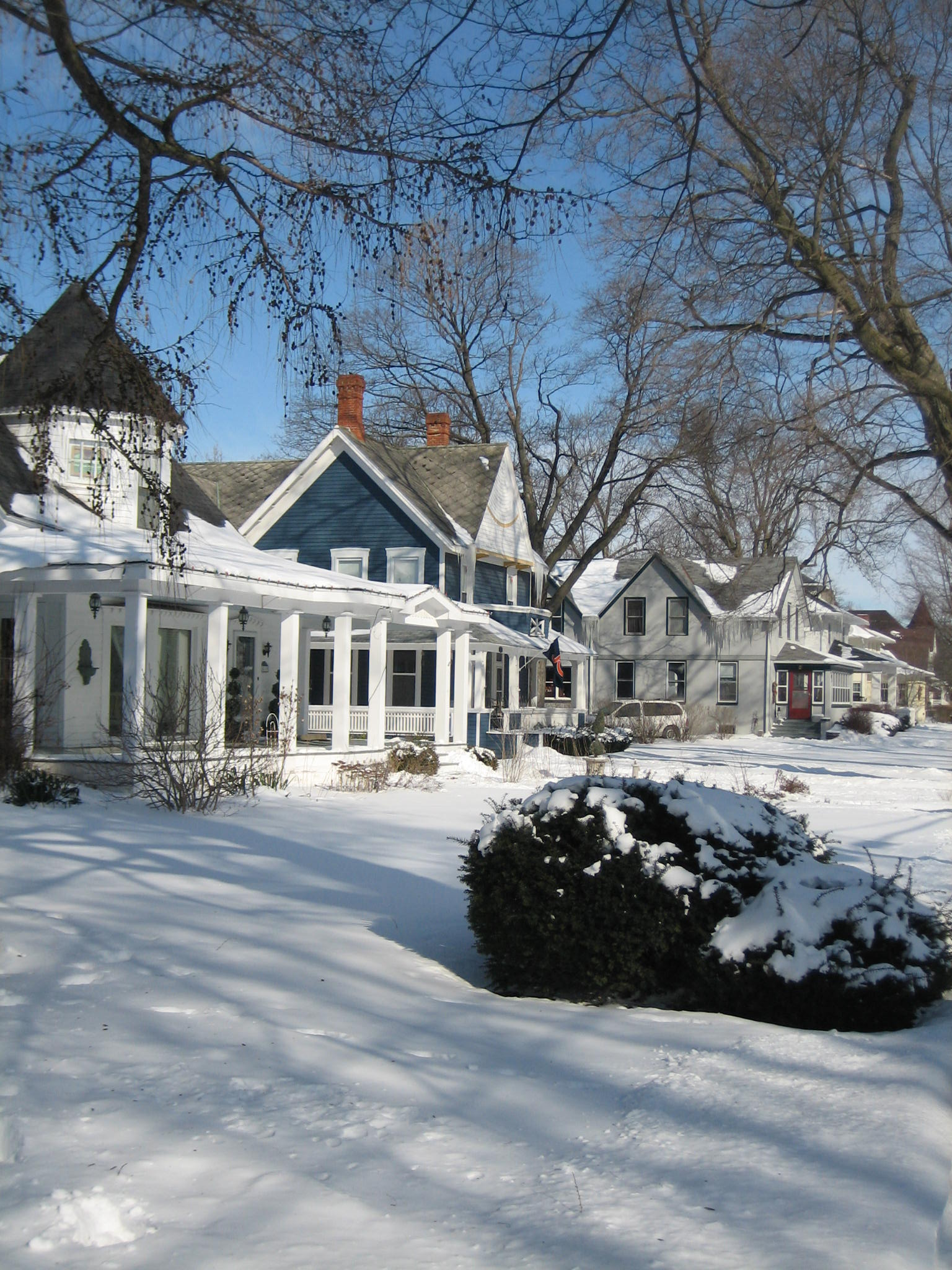
Il distretto storico del platano designato a livello federale in Illinois

Gli historic districts ("distretti storici") negli Stati Uniti d'America sono un insieme di edifici, possedimenti o siti, indicati da un ente pubblico come significativi dal punto di vista storico o architettonico.
I distretti possono variare molto in dimensioni: alcuni raccolgono centinaia di strutture e altri solo poche.
Il governo federale designa i distretti storici tramite il Dipartimento degli interni sotto gli auspici del National Park Service. I distretti riconosciuti a livello federale sono elencati nel National Register of Historic Places. L'inserimento nella lista, tuttavia, non impone restrizioni ai proprietari.
I distretti riconosciuti a livello statale possono seguire gli stessi criteri oppure richiedere l'aderenza a standard di conservazione storica. Il riconoscimento a livello locale offre la maggiore protezione legale per le proprietà storiche, in quanto i distretti locali sono normalmente amministrati dal governo della contea o della municipalità.

## Storia
Il primo distretto storico fu riconosciuto a Charleston (Carolina del Sud) nel 1931, da parte del governo federale, che con un'ordinanza locale che designò un "distretto storico e antico" (più di tre decadi) e creò un comitato di revisione architettonica per il suo monitoraggio. Nel 1937 New Orleans fondò la "vieux carré commission" (commissione quartieri antichi) che era autorizzata a preservare il carattere storico del vecchio quartiere francese della città. Altre città appoggiarono questa iniziativa, come Filadelfia che istituì nel 1955 la "Philadelphia historical commission".
L'autorità di regolamentazione delle commissioni locali e dei distretti storici è stata costantemente sostenuta per quanto riguarda l'uso legittimo del potere di polizia del governo, in particolare nel caso del 1978 "Penn Central Transportation Co. contro la città di New York". Il caso della corte suprema avvalorò la protezione delle risorse storiche come "un obiettivo governativo del tutto ammissibile" Nel 1966 il governo federale ha costituito il National Register of Historic Places subito dopo la conferenza dei sindaci degli Stati Uniti in cui gli americani si erano lamentati della propria "mancanza di radici". Negli anni 1980 erano stati designati migliaia di distretti storici a livello federale. Alcuni Stati, come l'Arizona nel 2006, fecero approvare tramite dei referendum il diritto di proprietà, impedendo che le proprietà private potessero essere designate come storiche senza il consenso dei proprietari o potessero recepire un compenso per la collocazione storica.

## Categorie
Gli edifici, le strutture, gli oggetti e i siti all'interno di un distretto storico sono usualmente suddivisi in due categorie: "proprietà contributiva" se contribuisce all'integrità storica o alle qualità architettoniche che rendono il distretto significativo, oppure "proprietà non-contributiva" in caso contrario. I differenti enti statali che definiscono i distretti storici possono utilizzare differenti definizioni di proprietà contributiva, ma conservano tutte le stesse caratteristiche di base. In generale, le proprietà che contribuiscono sono parte integrante del contesto storico e del carattere di un distretto storico.
Le proprietà iscritte al National Register of Historic Places sono inoltre classificate come edifici, strutture, siti, distretti, o oggetti; ciascuna di queste categorie ha una sua precisa definizione. Tutte, tranne l'omonima categoria distretto, vengono utilizzate anche per i distretti storici iscritti al registro nazionale.